# Патриарший экзархат Мальты
Свяще́нный патриа́рший экзарха́т Ма́льты (греч. Ιερά Πατριαρχική Εξαρχία Μελίτης, англ. Holy patriarchal exarchate of Malta) — экзархат Константинопольской православной церкви на территории государства Мальта.

## История
В 1922 году решением Священного Синода Константинопольского Патриархата, по инициативе Патриарха Мелетия (Метаксакиса), была образована Фиатирская архиепископия с юрисдикцией над Западной и Центральной Европой, в том числе и Мальтой. В марте 2005 года территория Мальты из состава Фиатирской архиепископии была передана в ведение Италийской митрополии.
Экзархат был создан в соответствии с патриаршим и синодальным томосом от 14 января 2021 года. Территория была выделена из существовавшей до тех пор Италийской и Мальтийской митрополии. 16 февраля того же года митрополит Кринийский Кирилл (Катерелос) был избран первым патриаршим экзархом новосозданного экзархата.

## Экзархи
- Кирилл (Катерелос) (с 16 февраля 2021 года), митр. Кринийский